# Gestüt Žabnik
Das Gestüt des Međimurje-Pferdes (kroatisch Ergela međimurskog konja) in Žabnik ist ein kleiner landwirtschaftlicher Betrieb im äußersten Norden Kroatiens, gegründet im Jahr 2015. Es liegt im Nordwesten der Gespanschaft Međimurje, auf einer gemeindlichen Wiese neben der Ortschaft Žabnik in der Gemeinde Sveti Martin na Muri, unweit des Flusses Mura.
Das Gestüt dient dem Erhalt und zur Revitalisierung des Međimurje-Pferdes, einer autochthonen kroatischen Kaltblut-Pferderasse stammend aus der Gespanschaft, die vom Aussterben bedroht ist.
Der Gründer des Gestüts ist die Međimurska priroda (Die Natur der Medjimurje), eine öffentliche Institution, die für Naturschutz in der Gespanschaft zuständig ist, aber auch für die Kontrolle, Entwicklung, Promovierung sowie Nutzen für touristische Zwecke.
Die Gestütsanlage erstreckt sich auf einer Fläche von etwa acht Hektar und umfasst, neben dem Pferdestall, auch einen Brunnen und Tierfutterlager. Der Pferdestall des Gestüts wurde 2015 als Neubau errichtet, und zwar mit der finanziellen Unterstützung des IPA-Europäischen Fonds zuständig für Grenzüberschreitende Zusammenarbeit. Mit gleichen Mitteln wurden acht Stuten des Međimurje-Pferdes von Privatzüchtern eingelöst und sie stellen jetzt den Hauptbestand des Gestüts dar.

## Fotos

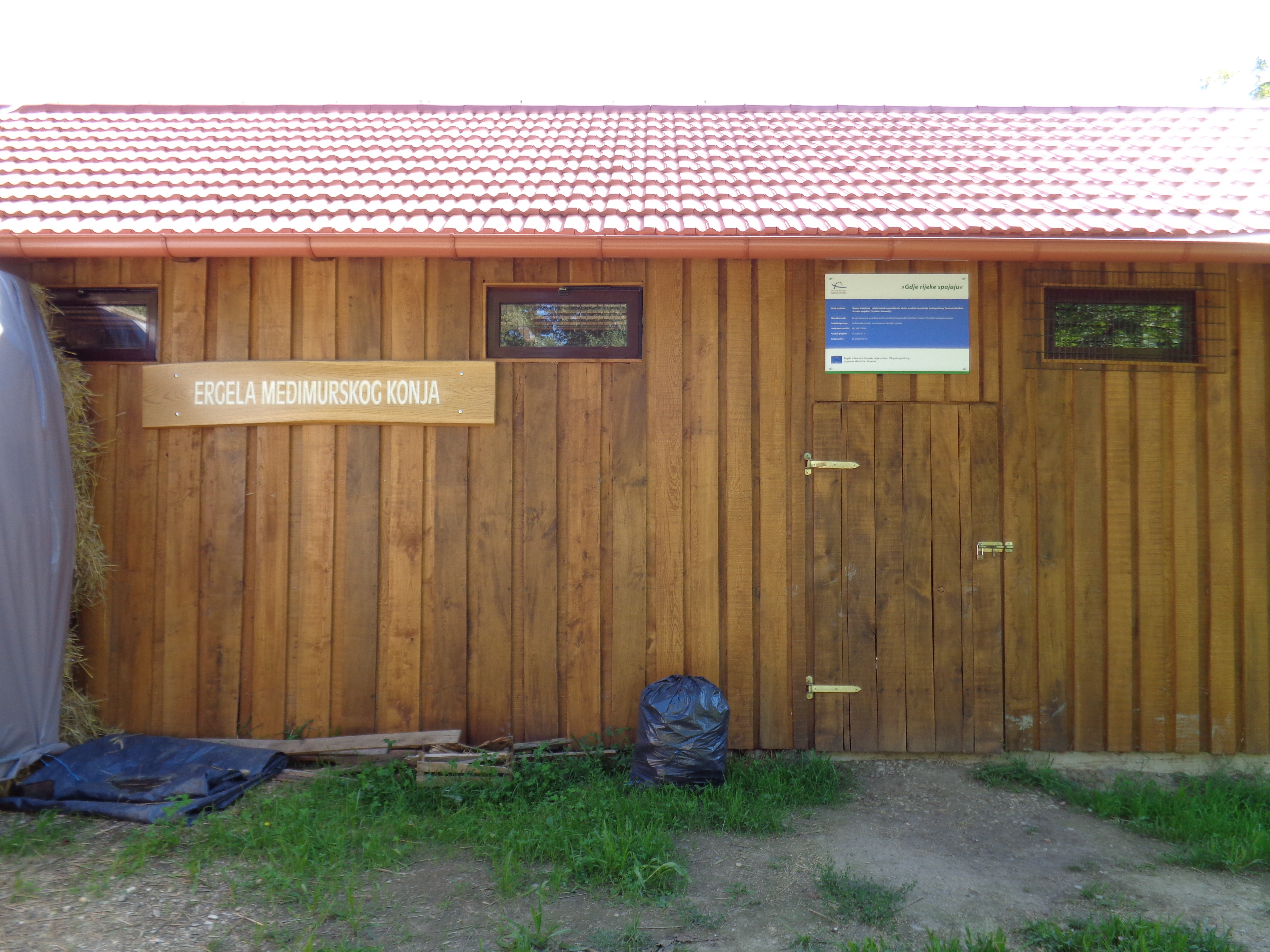
Neuerrichteter Pferdestall
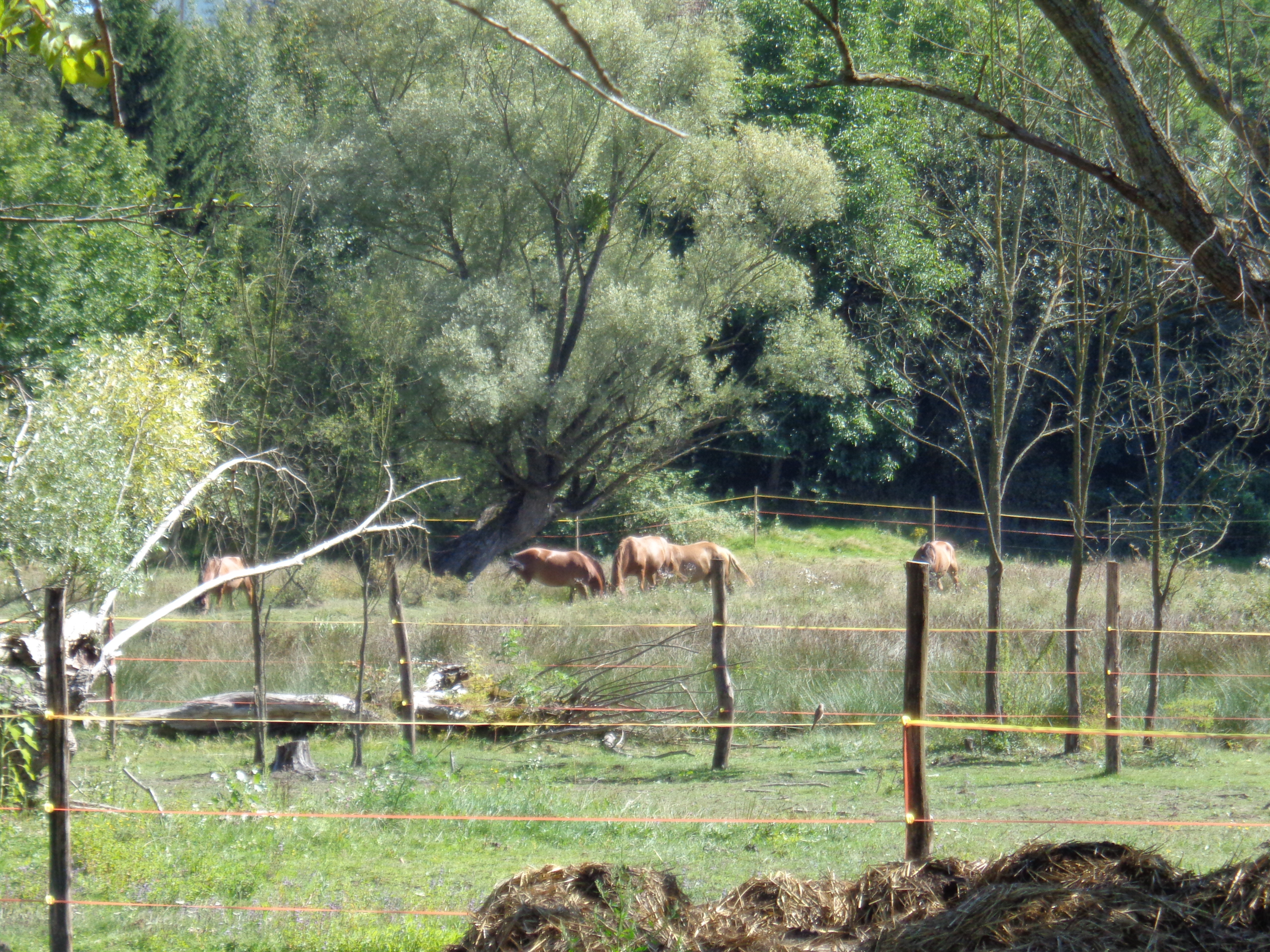
Stuten auf der Weide
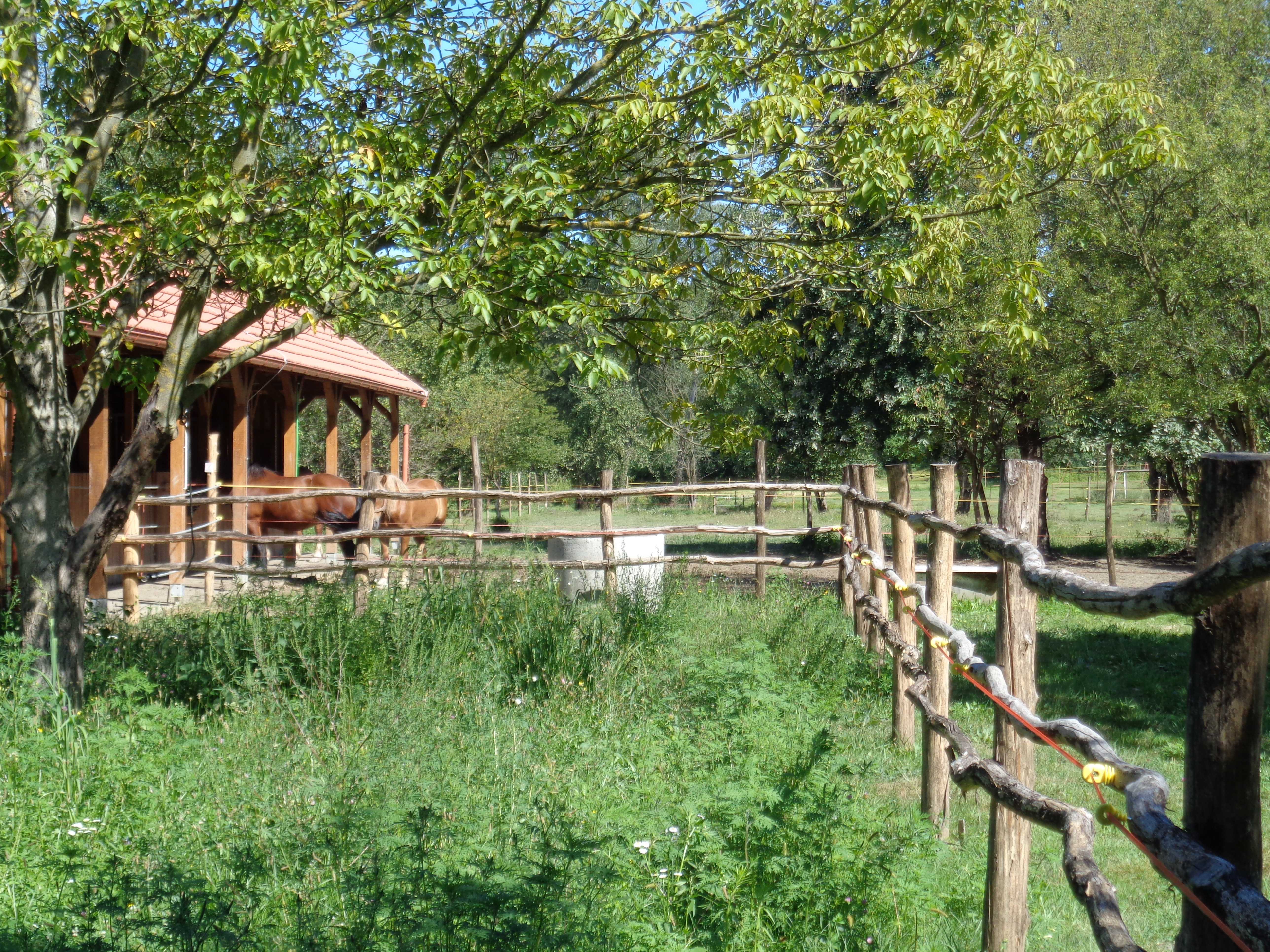
Ein Teil des Weidezauns